# Petar Uspenski
Pjotr Demjanovič Uspenski (rus. Пётр Демьянович Успенский; Harkov, 4. mart 1878 — Sari, 2. oktobar 1947) je bio ruski filozof koji se bavio apstraktnim matematičkim i metafizičkim teorijama. 
U Moskvi 1915. godine susreće Georgija Ivanoviča Gurdžijeva i od tada se usmjerava na studiranje metoda razvoja čovjekove svijesti. Od 1917. godine živio je u Petrograd u, gdje je držao predavanja. Njegovo djelo Tertium Organum je izazvalo veliki interes, zbog čega je pozvan da posjeti Englesku. U Londonu je radio do 1940. godine, a saradnju sa Gurđijevim je prekinuo. O učenju Gurđijeva napisao je djelo koje je nazvao Fragmenti nepoznatog učenja, a koje je izdato posthumno 1947. godine pod nazivom U potrazi za čudesnim.

## Djela
- Tertium Organum
- Novi model univerzuma
- U potrazi za čudesnim: Fragmenti nepoznatog učenja
- Četvrti način

## Literatura
- Bob Hunter: "P.D.Ouspensky, Pioneer of the Fourth Way", Eureka Editions, 2000. [www.eurekaeditions.com].  978-90-72395-32-0.. Later republished as. .
- Cerqueiro, Daniel: "P.D.Ouspensky y su teoría Espacio-Temporal Hexadimensional". Ed.Peq.Ven. Buenos Aires. 2010.  978-987-9239-20-9.
- Gary Lachman (2004). In Search of P. D. Ouspensky: The Genius in the Shadow of Gurdjieff. Quest Books. ISBN 978-0-8356-0840-4..
- J. H. Reyner: Ouspensky, The Unsung Genius. 1981. ISBN 978-0-04-294122-6. George Allen & Unwin, London. .
- Colin Wilson (1993). The Strange Life of P. D. Ouspensky. The Aquarian Press. ISBN 978-1-85538-079-0..
- The Study Society: The Bridge No. 12, P. D. Ouspensky Commemorative Issue.
- Gerald de Symons Beckwith (2015). Ouspensky’s Fourth Way: The story of the further development and completion of P D Ouspensky’s work by Dr Francis Roles. Starnine Media & Publishing Ltd. ISBN 978-0-9931776-0-6.
- Centers~ Influences From Within: The Essential Wisdom of Mindfulness and the Fourth Way by Cheryl Shrode-Noble. 2017.  9781974034062.

## Spoljašnje veze
- Tertium organum. Uvod (језик: енглески)